# Пізанська карта

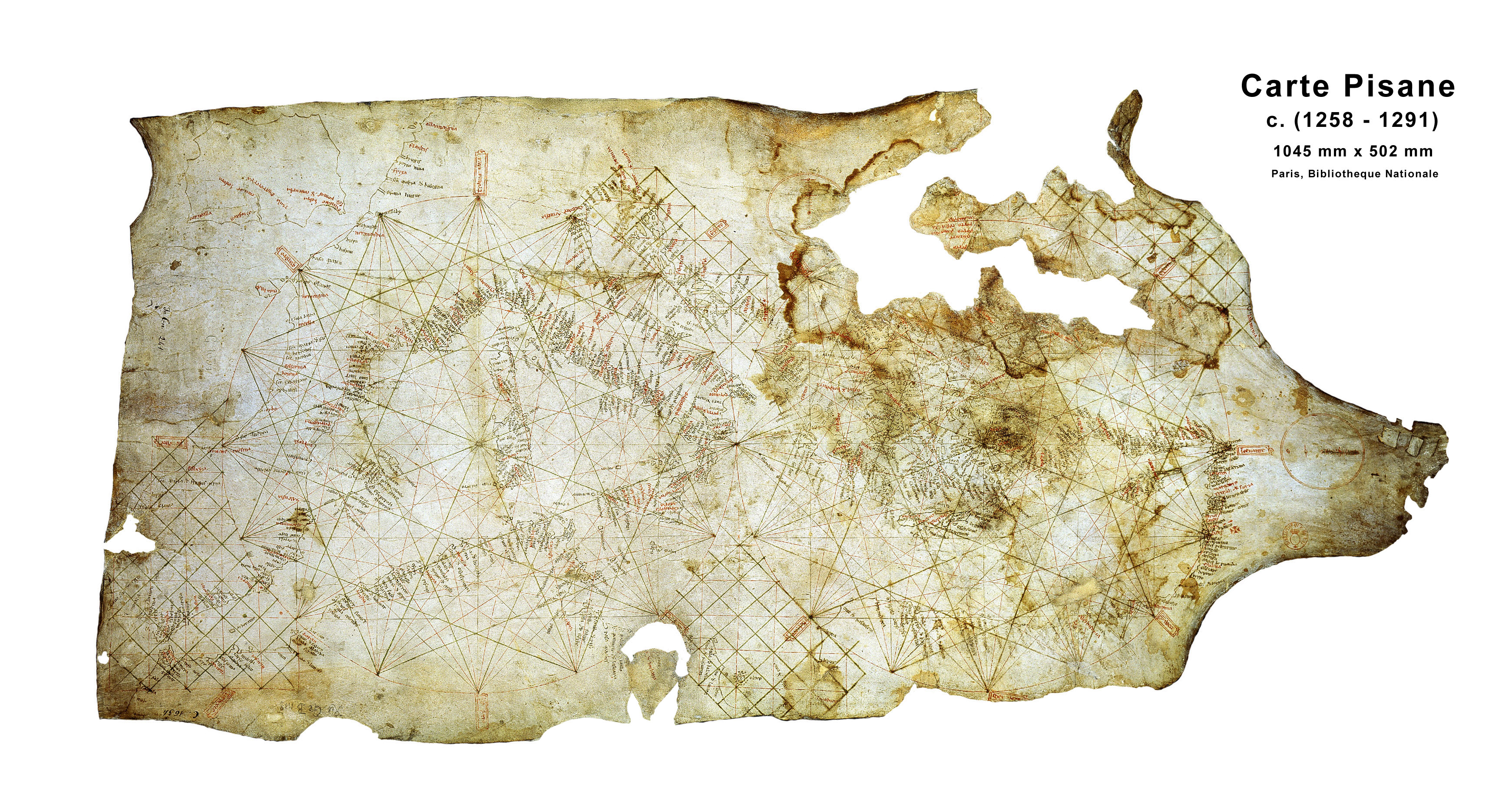
Пізанська карта

Пізанська карта (італ. Carta Pisana або Carte Pisane) — морська навігаційна карта-портолан, яка (як вважалось донедавна) була виготовлена в кінці XIII століття (приблизно 1275–1300 рр.) і зберігається у департаменті карт та планів Національної бібліотеки Франції у Парижі. Карту було знайдено в місті Піза, через що вона отримала свою назву.

## Час та місце створення
До останнього часу вважалось, що Пізанська карта була виготовлена в кінці XIII століття, (приблизно 1275–1300 рр.) і, відповідно, є найдавнішою збереженою картою-портоланом подібного типу.
Про дату виготовлення карти частково вказує згадка на ній про місто Манфредонія, яке було засноване королем Сицилії Манфредом у 1256 р. Тобто карта, як мінімум, не старіша за цю дату.
Нові дослідження дозволяють припустити, що цю карту було виготовлено на століття пізніше, ніж вважалось раніше і її «примітивні» риси свідчать не про давність її створення, а про брак професійних навичок у майстра, що її виготовив.
Можливі місця створення карти включають Пізу, де вона була знайдена, Венецію та Геную. Більшість дослідникі схиляються до останнього варіанту. Щільність портів, зазначених на карті, є найвищою для узбережжя Тірренського моря і найменша для Іонічного. Це є можливим доказом того, що карта має генуезьке походження, оскільки Генуя в цей час була провідною торговою державою саме в Тірренському морі. Крім того, перше текстове посилання на використання такої детальної морської карти-портолана в 1270 р. стосуються генуезького корабля.

## Опис
Пізанська карта — це морська карта-портлан, тобто карта, що призначена для використання під час навігації суден і містить точні навігаційні напрямки. Як і інші типові карти-портолани на ній наведено детальний опис узбережжя, прибережних вод та морських портів, але не має жодних вказівок на топографію чи топоніміку внутрішньої (суходільної) частини зображеного на карті регіону.
Пізанська карта належить до «класичних портоланів», тобто на ній відображено типову для портоланів географічну територію — узбережжя Середземного та Чорного морів, а також частина європейського атлантичного узбережжя від півночі сучасного Марокко (приблизно від 33 північної широти з містом Аземмур) до сучасних Нідерландів, але точність карти здебільшого обмежена регіоном Середземного моря.
Карта орієнтована вершиною на північ, що типово для тогочасних карт-портоланів, на відміну від інших карт того ж періоду, таких як Герефордська карта (близько 1300), які зазвичай орієнтувались вершиною на схід (місце розташування Єрусалиму та Райського Саду) або південь (згідно з арабською традицією).
Середземноморський регіон відтворено на карті значно більш якісно і детально, ніж європейське атлантичне узбережжя. Неточність атлантичної частини Пізанської карти можна прослідкувати на прикладі Великої Британії, яка зображена у вигляді неправильного прямокутника, що розташований вздовж осі схід-захід. Для Великої Британії вказано лише шість топонімів, причому Civitate Londra (Лондон) розміщено посередині південного узбережжя.
Першоджерела, використані при створенні Пізанської карти визначити важко. Використання кількох діалектів у назвах зазначених на карті місць може свідчити про те, що для складання карти було використано кілька регіональних джерел. Інші теорії припускають гіпотетичне існування певного портолана-попередника, що не зберігся до наших часів, або якогось невідомого зразка давньоримської картографії. Однак немає абсолютно жодних доказів, що підтверджували б існування більш раннього «зразкового» портолана, і той факт, що найбільш кричуща помилка карти стосується Італії, ставить під сумнів теорію давньоримського походження.

## Навігаційні аспекти та шкала масштабів
Карта охоплює майже все Середземне море у двох колах — одне для західного Середземномор'я, одне для східного. Ці кола розділені на шістнадцять частин, забезпечуючи карту шістнадцятьма відповідними румбами Рози вітрів. Крім того, портолан містить двонапрямну масштабну лінійку, поділену на кілька сегментів, що відповідають 200, 50, 10 і 5 милям. Точне значення цих «миль» в сучасних одиницях визначити важко через розбіжність у масштабах між різними географічними районами, зображеними на цій карті. Але в середньому вважається, що 1 «миля портолана» становить приблизно 1,25 кілометра.